# 山田耕三郎
山田 耕三郎（やまだ こうざぶろう、1917年（大正6年）1月15日 ‐ 2012年（平成24年）9月22日）は、日本の政治家。滋賀県下阪本村長、大津市議会議員、滋賀県議会議員を歴任。第20代大津市長（2期）となり、革新派の市長として福祉事業などを推進、「福祉の山耕」と呼ばれた。その後参議院議員を2期務め、一の会や連合参議院に加わった。大津市名誉市民。

## 来歴・人物
1934年、滋賀県立膳所中学校（現・滋賀県立膳所高等学校）を卒業、1935年4月に島津製作所に入社。
1949年4月に下坂本村長となり、村長として大津市との合併に反対したが、在任中の1950年に合併した。1951年4月から1959年4月まで大津市議会議員を務め、在日米軍の大津キャンプ返還運動を主導した。1959年4月から1971年まで滋賀県議会議員を務めた。県議時代は日本社会党に所属した。1959年、下阪本農業協同組合長に就任（1974年まで）。

### 大津市長
1972年の大津市長選挙に、社会党・共産党の支持と、滋賀県地評、全日本労働総同盟、中立労連、新産別の労組4団体の支援を受け立候補。滋賀県知事の野崎欣一郎が推す前助役の井上良平との一騎打ちを制し、滋賀県初の革新首長として初当選した（山田：45,096票 、井上：42,130票）。助役に市建設部長山田豊三郎、収入役に同総務部長の田中和夫を選任した。電車で初登庁したことが話題となった。
野崎のいやがらせにより、大津市は県から消防や都市計画の補助金を軒並み打ち切られるが、これに屈せず、「市民本位の市政」を政治信条とし、「福祉は行政の原点」との信念を持って職務に当たった。
オイルショックが起こり、市の財政が危機に陥る中でも、福祉事業を推進して成果を収めた。特に「乳幼児検診・大津1974年方式」、「障害乳幼児対策・大津1975年方式」など、全国でも先進的な児童福祉政策を行った。
他にも、市民センター建設や、人口増加に対応して学校施設や保育施設の整備、大津駅前都市の改造、瀬田駅前土地区画整理などの都市基盤整備も行った。また、市民との対話を目的に、市長巡回相談も行った。
1976年、無投票により再選。

### 参議院議員
1980年4月15日、市長を任期途中で辞職。同年7月の第12回参議院議員通常選挙に滋賀県選挙区から無所属（社会党・公明党・民社党・社民連推薦）で立候補。自民党現職の望月邦夫、共産党公認の新人らを破り、初当選。中山千夏、美濃部亮吉と共に院内会派「一の会」を結成。1986年7月の第14回参議院議員通常選挙でも再選。その後、連合参議院初代代表に就任した。
1992年7月に政界引退。1992年11月に勲二等瑞宝章を受章。
1993年6月に滋賀地方自治研究センター理事長となった。10月1日に「卓越した行政手腕を発揮し、大津市発展の基礎を築」き、「福祉の向上と地方自治の確立に尽力」したとして大津市名誉市民に表彰される。
2012年9月22日、死去。95歳没。